# Aéroport de Divinópolis
L'aéroport de Divinópolis aussi appelé aéroport Brigadeiro Cabral (code IATA : DIQ • code OACI : SNDV) est l'aéroport desservant la ville de Divinópolis au Brésil.
Il est exploité par Socicam.

## Historique
Un nouveau terminal a été inauguré le 1er juin 2012.

## Compagnies aériennes et destinations
| Compagnies              | Destinations |
| ----------------------- | ------------ |
| Azul Brazilian Airlines | Campinas     |

## Accès
L'aéroport est situé à 6 km du centre-ville de Divinópolis.